# Ornithocephalus bryostachys
Ornithocephalus bryostachys är en orkidéart som beskrevs av Rudolf Schlechter. Ornithocephalus bryostachys ingår i släktet Ornithocephalus och familjen orkidéer.
Artens utbredningsområde är Ecuador. Inga underarter finns listade i Catalogue of Life.